# Lost in France
Lost in France, skriven av Ronnie Scott och Steve Wolfe, är en sång som Bonnie Tyler spelade in 1976. Den låg på listorna i flera länder.

## Listplaceringar
| Lista 1976-1977 | Topplaceringar |
| --------------- | -------------- |
| Sydafrika       | 2              |
| Västtyskland    | 3              |
| Storbritannien  | 9              |
| Österrike       | 12             |
| Sverige         | 13             |
| Nederländerna   | 20             |
| Australien      | 18             |

## Coverversioner
- Det svenska dansbandet Wizex spelade in en coverversion 1977 på albumet Som en sång, med Kikki Danielsson på sång [4].